# Rokugatsu no hebi
A Snake of June (japonès: 六月の蛇, Rokugatsu no hebi)és una pel·lícula thriller eròtic japonès de 2002 escrita i dirigida per Shinya Tsukamoto. La seva setena pel·lícula, destaca per la seva cinematografia monocroma blava tenyida en postproducció. Va guanyar el Kinematrix Film Award i el Premi Especial del Jurat San Marco a la 59a Mostra Internacional de Cinema de Venècia.

## Trama
Ambientada en una metròpoli japonesa sense nom, la pel·lícula explica la història de la tímida dona de carrera, Rinko, i la Shigehiko, el seu marit obsessionat amb la higiene i addicte al treball. La parella explora la seva sexualitat de diverses maneres, fent que les seves vides es vegin alterades.

## Repartiment
- Asuka Kurosawa com a Rinko Tatsumi
- Yuji Kohtari com a Shigehiko (com a Yuji Koutari)
- Shinya Tsukamoto com Iguchi
- Masato Tsujioka
- Susumu Terajima
- Tomorowo Taguchi
- Shūji Ōtsuki
- Tomoko Matsumoto
- Mansaku Fuwa